# Yesss

yesss!-Logo

yesss!, vormals YESSS! Telekommunikation GmbH und davor eWave Telekommunikation GmbH, ist ein  Diskont-Mobilfunk-Anbieter am österreichischen Mobilfunkmarkt und heutige Mobilfunkmarke der A1 Telekom Austria. Die Gesellschaft selber nahm den Betrieb am 1. April 2005 auf. Als 100%ige Tochter von Orange Austria nutzte sie deren GSM-Netz EGSM900/1800-MHz-Band als virtueller Netzwerkbetreiber. Seit dem Verkauf der Orange Austria im Jänner 2013 ist sie im Besitz der A1 Telekom Austria und wurde dadurch mit ihr verschmolzen. Seit 21. Juli 2013 wird ausschließlich das Mobilfunknetz von A1 Telekom Austria genutzt.
Das Unternehmen war nach eigenen Angaben Ende April 2006 viertgrößter Betreiber am österreichischen Mobilfunkmarkt (nach Kundenzahlen) und hatte mehr als 740.000 Kunden (Stand 2010). Das Unternehmen beschäftigte zu diesem Zeitpunkt 15 Mitarbeiter und erwirtschaftete einen Umsatz von 56,4 Millionen Euro.

## Geschichte

### eWave
Die eWave.at Telekommunikations AG wurde 2000 in Österreich gegründet. Im Oktober 2001 wurde das Unternehmen von dem Mobilfunkbetreiber ONE übernommen. Bis zur Übernahme war die Gesellschaft in den Geschäftsfeldern Festnetztelefonie mit etwa 20.000 Kunden, Internetanbindung über WLAN mit rund 300 Kunden, vornehmlich im Raum Wien, und Software-Entwicklung tätig.
Nach der Übernahme durch ONE begann unter der Marke eLounge der Aufbau eines WLAN-Hotspot-Netzwerks, welches schließlich über mehrere hundert Hotspots verfügte. Parallel dazu wurde dieses Netz auch unter der Marke ONE WLAN vertrieben. Der Netzausbau wurde Ende 2004 gestoppt und der Betrieb des Restnetzwerks 2005 an die Alcatel Austria AG ausgelagert. Die Einstellung des kompletten Angebotes wurde am 22. Februar 2006 bekanntgegeben.
Mit März 2005 wurden zusätzlich die Festnetzkunden von ONE übernommen (ehemals f-ONE). Die Gesamtzahl der betreuten aktiven Festnetzkunden erhöhte sich dadurch auf rund 45.000. Unter der Marke YESSS!-diskont-festnetze wurde Festnetztelefonie unter der Netzvorwahl 1069 angeboten.

### YESSS!

Ehemaliges yesss!-Logo bis März 2019

Am 1. April 2005 wurde die Gesellschaft eWave in YESSS! Telekommunikation GmbH umbenannt und ist seit diesem Zeitpunkt auch im Mobilfunk tätig. Das Mobilfunkprodukt bot zunächst über einen Prepaid-Tarif lediglich Sprachtelefonie- und SMS-Dienste. Außerdem wurde eine Rufnummernmitnahme ermöglicht.
Seit dem 16. April 2009 können Kunden mit dem Handy via GPRS im Internet surfen.
Aufgrund der bei einigen Endgeräten fehlenden Gerätesubvention wurden die Nutzer von Beginn an zum so genannten „Entsperren“ von Handys ermutigt. Dadurch rief das Unternehmen Unmut bei Konkurrenten hervor, was in einer Klage von T-Mobile Austria endete. Diese scheiterte in erster Instanz und wurde nicht weiter verfolgt.
Nach dem Verkauf der Muttergesellschaft Orange Austria an die Mobilfunkfirma Hutchison Drei Austria, musste die Prepaid-Tochter Yesss! aufgrund von Auflagen der Bundeswettbewerbsbehörde abgespalten werden und ging für einen Kaufpreis von 390 Mio. Euro in den Besitz der Telekom Austria über, dabei erwirtschaftete Yesss! 2012 lediglich einen Jahresumsatz von 50 Millionen Euro. Im Kaufpreis inkludiert waren die Markenrechte an der früheren Mobilfunkmarke „One“. Yesss! wird als Marke der A1 Telekom Austria AG weitergeführt.

### Erweiterung des Tarifspektrums
Im April 2006 wurde Roaming im Ausland als Vertragsoption angeboten. Bei dieser Vertragsoption wurde es dem Kunden ermöglicht, die Voice-Mailbox deaktivieren zu lassen, da durch eine aktivierte „Zwangsmailbox“ im Ausland hohe Kosten entstehen könnten.
Im Preiskampf mit anderen Mobilfunkdiskontern wurden die Tarife immer wieder erneuert. Später wurde Roaming auch für Wertkartenkunden freigeschaltet.
Seit September 2007 bietet Yesss! unter dem Namen „diskont surfen“ auch ein Breitbandinternetangebot im UMTS/HSDPA-Netz der Muttergesellschaft Orange an. Hierbei handelt es sich um einen Prepaid-Tarif.
Seit Anfang April 2008 ist es möglich, mit einer Daten-SIM-Karte zu telefonieren sowie SMS zu senden und zu empfangen. Die Gebühr für Gespräche und SMS ist in diesem Fall allerdings teurer als mit der Telefon-Wertkarte.
Die Rufnummern des Mobilfunkangebotes beginnen mit 0699 81 bzw. 0681.
Das Produkt wurde bis Ende 2014 über die Diskonterkette Hofer, seit 2015 bei Märkten der Rewe Gruppe, MPreis, Libro und Pagro sowie über das Internet vertrieben.